# Top Albania Radio
Top Albania Radio ist ein privater Hörfunksender aus Albanien. Der Musiksender nahm 1998 den Betrieb auf und hat seinen Sitz in Tirana. Top Albania Radio ist neben +2 Radio der meistgehörte private Hörfunksender des Landes. Als Musiksender konkurriert er außerdem mit dem öffentlich-rechtlichen Jugendsender Radio Tirana 2.